# 紅山動物園駅
紅山動物園駅（こうざんどうぶつえん-えき）は中華人民共和国江蘇省南京市玄武区紅山街道にある、南京地下鉄1号線の駅である。

## 駅構造

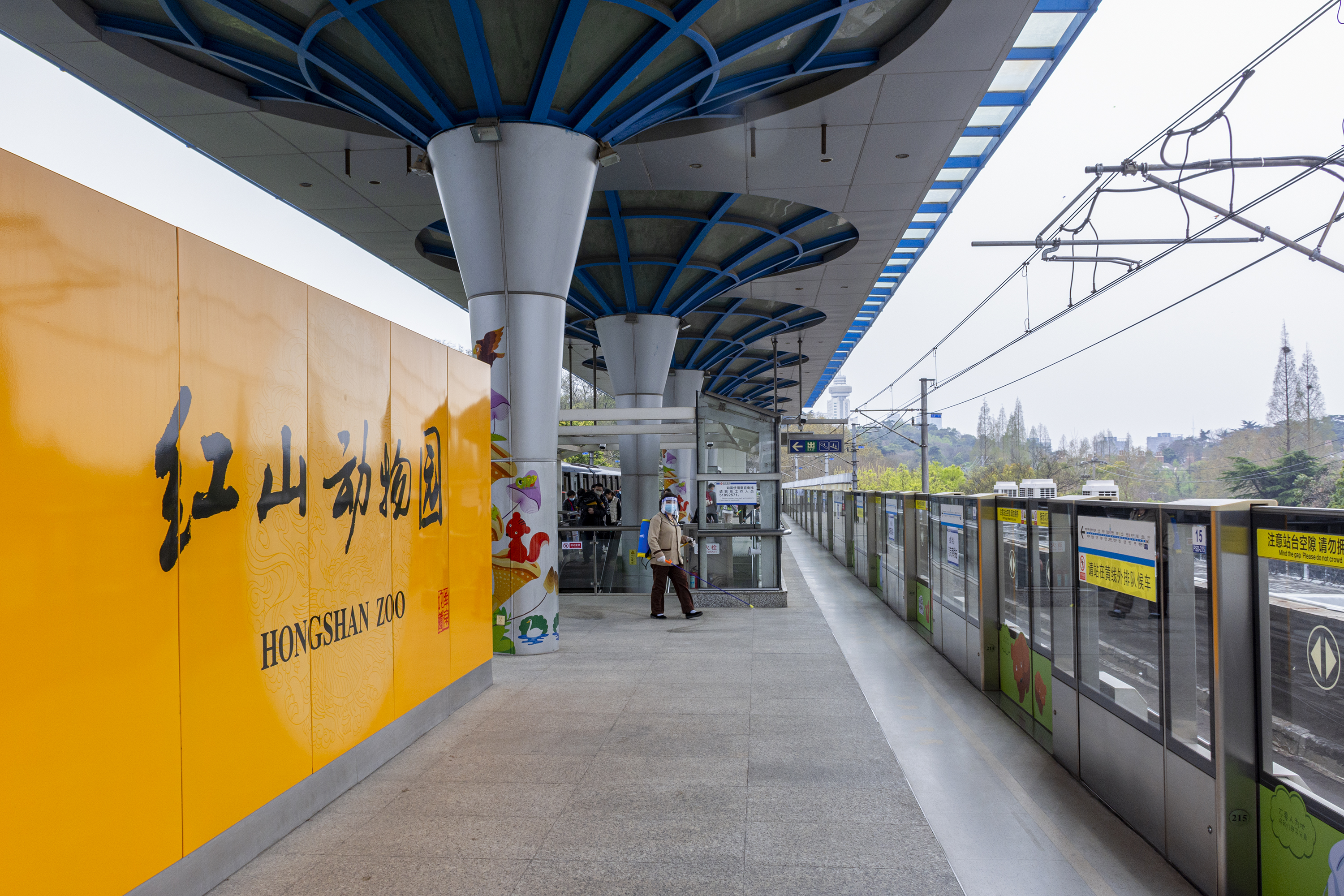
ホーム

島式ホーム1面2線の高架駅。

## 駅周辺
- 紅山森林動物園
- 紅山

## 歴史
- 2005年8月12日 - 開業。

## 隣の駅
南京地下鉄
■1号線
邁皋橋駅 - 紅山動物園駅 - 南京駅